# Ахметзянов, Зайнетдин Низамутдинович
Зайнетди́н Низамутди́нович Ахметзя́нов (9 [21] сентября 1897 года — 30 января 1990 года) — Герой Советского Союза (23.09.1944), участник Великой Отечественной войны, сапёр 134-го отдельного гвардейского сапёрного батальона 11-го гвардейского танкового корпуса 1-й гвардейской танковой армии 1-го Украинского фронта, гвардии ефрейтор.

## Биография
Родился 9 (21) сентября 1897 года в деревне Янгискаин ныне Гафурийского района Башкирии. Татарин. Образование начальное. Член ВКП(б) с 1944 года. Участник гражданской войны 1919—1921 годов, сражался с петлюровцами и махновцами. С 1921 по 1929 годы занимался земледелием в хозяйстве отца, с 1930 года по 1941 год был бригадиром, затем заведующим складом в колхозе «Кызыл яр» Гафурийского района.
В январе 1942 года призван в Красную армию Гафурийским райвоенкоматом Башкирской АССР.
19 июля 1944 года при форсировании реки Западный Буг в районе города Сокаль Львовской области сапёр 134-го отдельного гвардейского сапёрного батальона (11-й гвардейский танковый корпус, 1-я гвардейская танковая армия, 1-й Украинский фронт) гвардии ефрейтор Зайнетдин Ахметзянов под непрерывным артобстрелом и бомбардировкой с воздуха ни на минуту не прекращал работу по наводке переправы для колёсного транспорта. Своей самоотверженной работой увлёк сапёров своего взвода, что способствовало досрочному выполнению боевой задачи роты.
23 июля 1944 года у деревни Высоцкое, при постройке моста через реку Сан, сапёр переправился на левый берег, занятый врагом, произвёл инженерную разведку лесоматериала. В течение 2 часов в условиях обстрела из автоматов и миномётов противника, работая в воде, произвёл разбивку оси моста.
Особенно отличился З. Н. Ахметзянов при форсировании реки Вислы в районе польского города Западный Макув. 30 июля 1944 года в качестве рулевого на пароме из двух лодок он переправлял артиллерийские орудия и в течение трёх суток бессменно продолжал оставаться на пароме.
Звание Героя Советского Союза с вручением ордена Ленина и медали «Золотая Звезда» (№ 4573) Зайнетдину Низамутдиновичу Ахметзянову присвоено Указом Президиума Верховного Совета СССР от 23 сентября 1944 года.
После войны мужественный воин вернулся в родную деревню Янгискаин и с 1945 года по 1960 год работал в колхозе имени Ленина. С 1981 года жил в городе Уфе.
Скончался 30 января 1990 года. Похоронен на Восточном кладбище села Янгискаин.

## Награды
- Медаль «Золотая Звезда» Героя Советского Союза (№ 4573)[2][3]
- Орден Ленина
- Орден Отечественной войны I степени (06.04.1985)[4]
- Орден Отечественной войны II степени (13.02.1945)[5]
- Орден Красной Звезды (29.05.1945)[6]
- Медали, в том числе:
  - Медаль «За отвагу» (14.02.1944)[7]
  - Медаль «За боевые заслуги» (10.10.1943)[8]
  - Медаль «За победу над Германией в Великой Отечественной войне 1941—1945 гг.»
  - Юбилейная медаль «Двадцать лет Победы в Великой Отечественной войне 1941—1945 гг.»
  - Юбилейная медаль «Тридцать лет Победы в Великой Отечественной войне 1941—1945 гг.»
  - Юбилейная медаль «Сорок лет Победы в Великой Отечественной войне 1941—1945 гг.»

## Память
- Похоронен в столице Башкирии — городе Уфе.
- В Янгискаинской средней школе открыт музей З. Н. Ахметзянова.
- В Уфе, на доме где жил Герой, установлена мемориальная доска.